# 長良川鵜飼

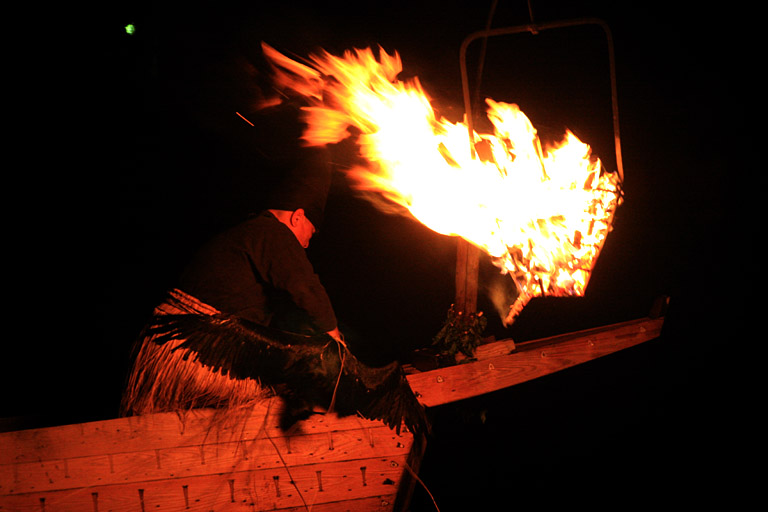
長良川鵜飼

長良川鵜飼（ながらがわうかい）とは、岐阜県岐阜市の長良川で毎年5月11日から10月15日まで行われる鵜飼である。中秋の名月と増水時を除く毎夜行われる。中秋の名月に行われないのは、篝火で驚かせた鮎を捕らえる鵜飼では、「月が明る過ぎると篝火の効果が薄れるため」といわれることもあるが、他の満月の際には催されるので、これは伝統的な公休と言える。
正倉院所蔵の大宝年間の戸籍から、1300年以上前、既に鵜飼いを生業とする集団が美濃国に居たと推測されている。起源は漁としての鵜飼だが、現在は古典漁法を今に伝える観光及び文化・宗教的行事としての鵜飼である。そのうち宮内庁の御料場で行われる8回の鵜飼は「御料鵜飼」と呼ばれ、獲れた鮎は皇居へ納められる。
長良川における鵜飼は日本で唯一皇室御用の鵜飼であり、長良川の鵜匠は職名を宮内庁式部職鵜匠といい、長良川の鵜飼用具一式122点は国の重要有形民俗文化財、長良川鵜飼漁法は岐阜県指定重要無形民俗文化財である。また、鵜匠家に伝承する鮎鮓製造技術、長良川鵜飼観覧船造船技術、長良川鵜飼観覧船操船技術は岐阜市指定無形民俗文化財となっている。
なお、この鵜飼が行われる長良川中流域は1985年「名水百選」に、また岐阜市の長良橋から上流約1kmまでの水浴場が1998年環境省認定「日本の水浴場55選」に、2001年「日本の水浴場88選」に全国で唯一河川の水浴場で選定されるなどする清流である。
2015年（平成27年）4月24日、「信長公のおもてなし」が息づく戦国城下町・岐阜」の構成文化財として日本遺産に認定される。

## 漁法
舟首に篝火を付けた鵜舟に鵜匠が乗り10～12羽の鵜を手縄をさばき、操り、篝火で驚かせた鮎を鵜が次々に捕る。鵜匠は常日頃から鵜と一緒に生活しているため、鵜匠と鵜は呼吸の合った動きを見せ、見事に鮎を捕らえてくる。鵜の捕った鮎は鵜匠のより吐き篭に吐かせられる。総がらみによる巻き狩り漁法は幻想的である。
漁に出る前、その日の出漁の順番を供乗りのクジ引きにより決める。順番により漁獲量が変わるため鵜匠にとっては重要である。
- 鵜を泳がす
- 鵜を操る
- 鮎を捕りに川に潜る鵜
- 鵜を鵜舟に手繰り寄せる

### 装束（鵜匠の正装）

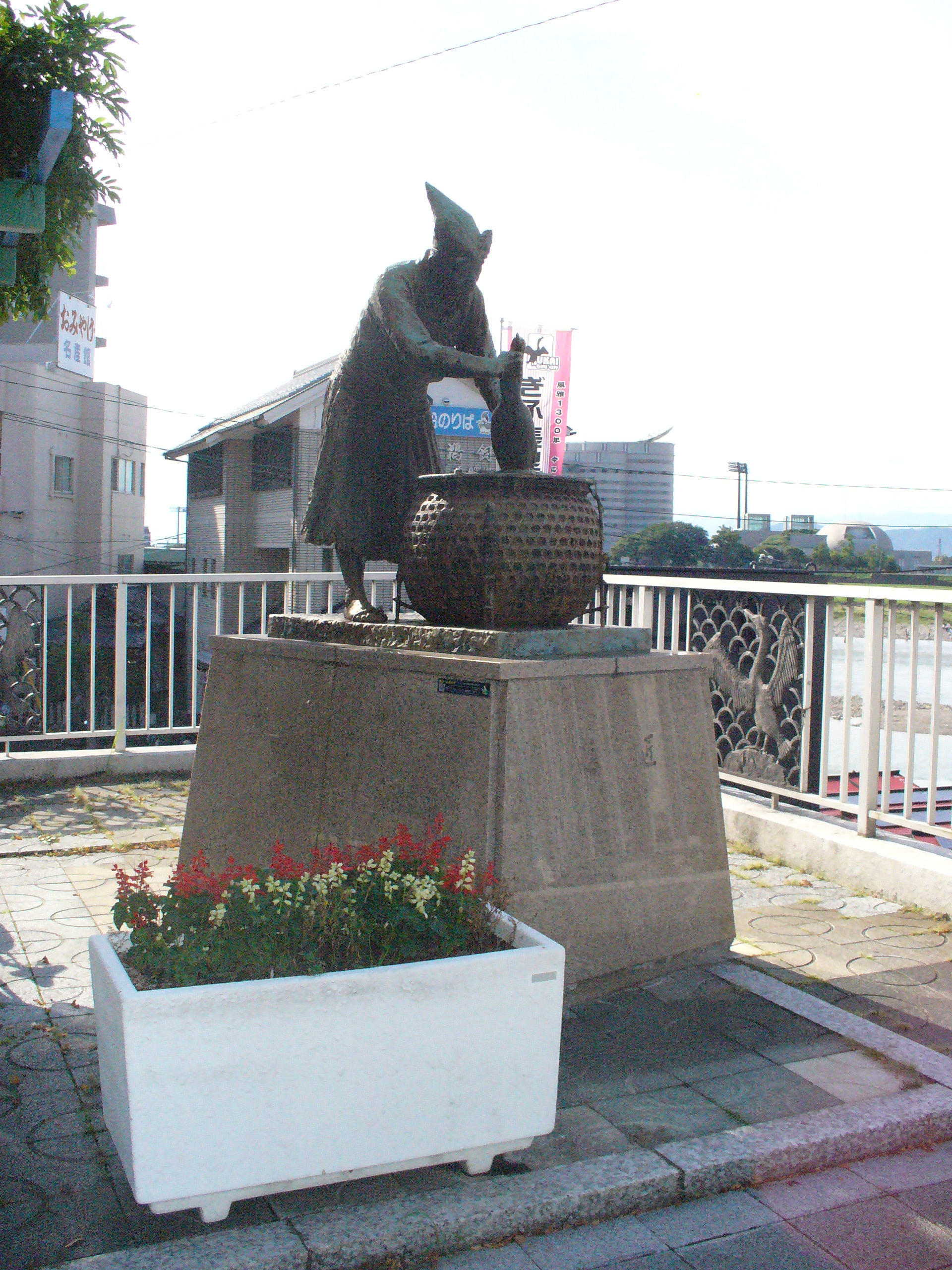
長良橋南詰にある「鵜匠の像」
鵜と鵜篭

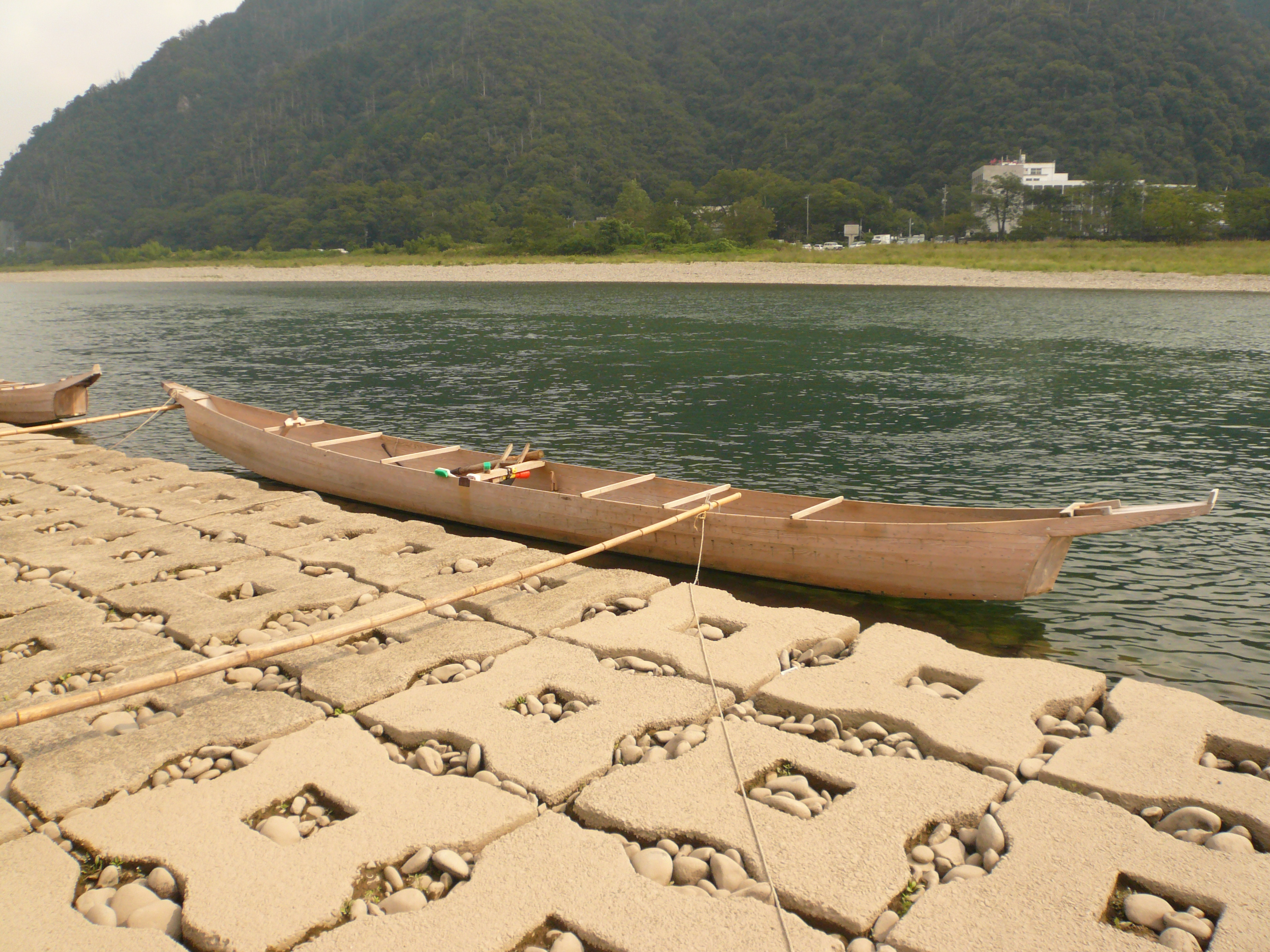
鵜舟

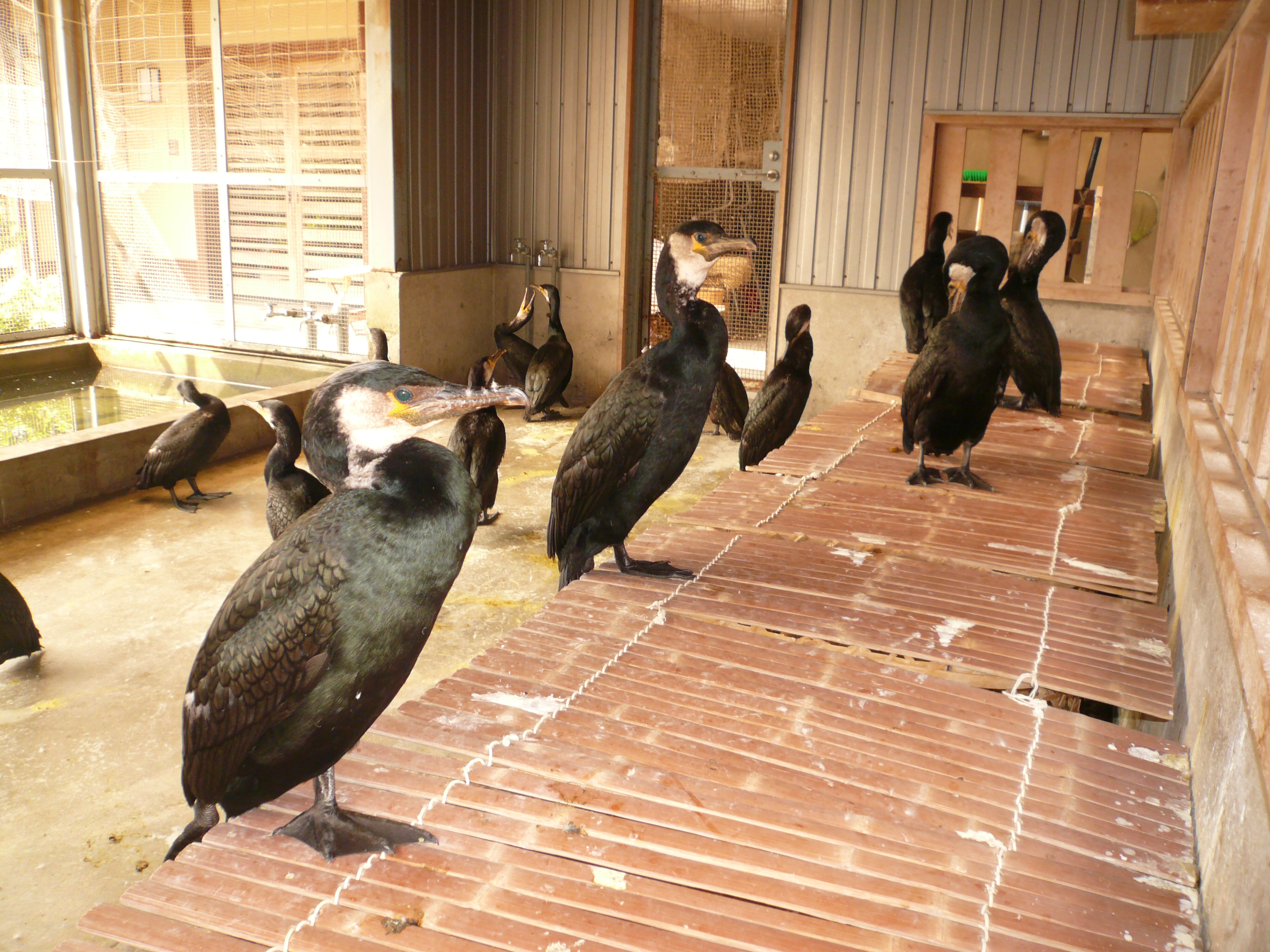
鵜
鵜匠杉山秀二宅（マルヨ）にて

- 風折烏帽子（かざおりえぼし） - 黒または紺色の麻布で、頭に巻き付けて篝火から髪の毛を守る。先が尖っているのは本来ちょん髷を収納するためのもの。形が風に吹かれ、折れているように見える事からこの名前が付いた。
- 漁服（りょうふく） - 黒または紺色の木綿で出来た服。明るい色の服は鵜の恐怖心を煽るため暗い色の服になった。
- 胸あて（むねあて） - 火の粉や松脂を避けるためのもの。収納ポケットにもなる。
- 腰蓑（こしみの） - 藁製で、水しぶきを払って体が冷えるのを防ぐ。
- 足半（あしなか） - 藁製で、普通のわらじの半分の長さの、つま先で履くわらじ。魚の脂や水垢で滑らないようになっている。藁で作った足半は貴重なため、ビニール紐で作った足半が使用される場合が多い。

### 鵜舟
鵜舟（うぶね） - 鵜匠が鵜飼に用いる舟を鵜舟という。全長約13m。鵜舟には鵜匠のほか鵜舟を操る責任者「艫乗り（とものり）」と、鵜匠と供乗りの助手である「中乗り（なかのり）」が乗っており、この3人が1組となって鮎を捕りながら長良川を下っていく。

### 鵜
鵜飼に使用する鵜は海鵜を使っている。これは川鵜に比べ海鵜の方が体が大きく丈夫なためである。野生の海鵜を捕獲してきて2～3年訓練した後、鵜飼で使用される。鵜匠は自宅に20羽前後の鵜を飼っていて、漁に出る数時間前に全ての鵜を捕まえ鵜篭に入れ、その日の鵜の体調を見極め漁に連れて行く鵜を決める。鵜への餌やりは1日1回で、シーズン中は餌の量を少なくし、漁に行く前は常に空腹状態にさせている。空腹状態でない鵜は鮎を捕らないため、漁に連れて行く鵜には漁が終わってから与える。鵜飼では鵜を2羽で行動させる為、鵜飼以外の場所でも常に同じ組み合わせの2羽で行動させている。これによりこの鵜同士の仲が良くなるが、他の鵜との仲はあまり良くない。尚、この組み合わせには雌雄の決まりはない。
昭和初期までは伊勢湾で海鵜を捕獲していたが、現在は茨城県日立市の鵜の岬で捕獲している。

### 鵜鮎
鵜が捕った鮎は「歯形の鮎」といわれ、鵜のくちばしの痕が付いている。くちばしで鮎を瞬殺するため、新鮮で美味しいといわれている。この鮎は通常市場では出回ることのない貴重で高価なものだが、観光旅館やホテルによっては鵜匠と契約し鵜鮎を賞味できる所もある。

### 漁場
漁場は鵜飼を取り巻く環境により変わってきた。明治42年当時の漁場は、美濃市州原から大垣市墨俣までだった。戦後は、長良川中央漁業協同組合と長良川漁業協同組合の境界（長良川、今川、津保川合流点上流あたり）が長良と小瀬の境界となっている。しかし、現在は観光鵜飼が主となるため、実際の漁場は短くなってきている。

## 御料鵜飼
皇室御用の鵜飼。岐阜市ならびに関市の長良川における鵜飼は日本で唯一、宮内庁式部職鵜匠によって行われている（したがって身分は国家公務員である）。この鵜匠は岐阜市長良に6人、関市小瀬に3人おり、これらは全て代々世襲制である。この鵜匠たちにより期間中に宮内庁の御料場で行われる8回の鵜飼を「御料鵜飼」という。御料鵜飼で獲れた鮎は皇居へ納められる。
全国的には鵜飼漁をする人は「鵜使い」と呼ばれるのだが、長良川鵜飼では世襲制のため古くから「鵜匠」と呼ばれている。

### 宮内庁式部職鵜匠
長良川鵜飼（岐阜市における観光鵜飼）の鵜匠職を拝命されているのは、以下の6名。
- マルイチ - 山下晃正
- マルヤマ - 山下哲司
- マルワ - 杉山雅彦
- ヤマジョウ - 杉山喜規
- ワチガイ - 杉山英孝
- マルヨ - 杉山秀二

### 御料場
御料鵜飼でのみ漁を許可している、一般に漁の出来ない禁漁区。
- 岐阜市古津地区
- 美濃市立花地区
- 郡上市嵩田（戦後廃止）

## 岐阜市における観光鵜飼

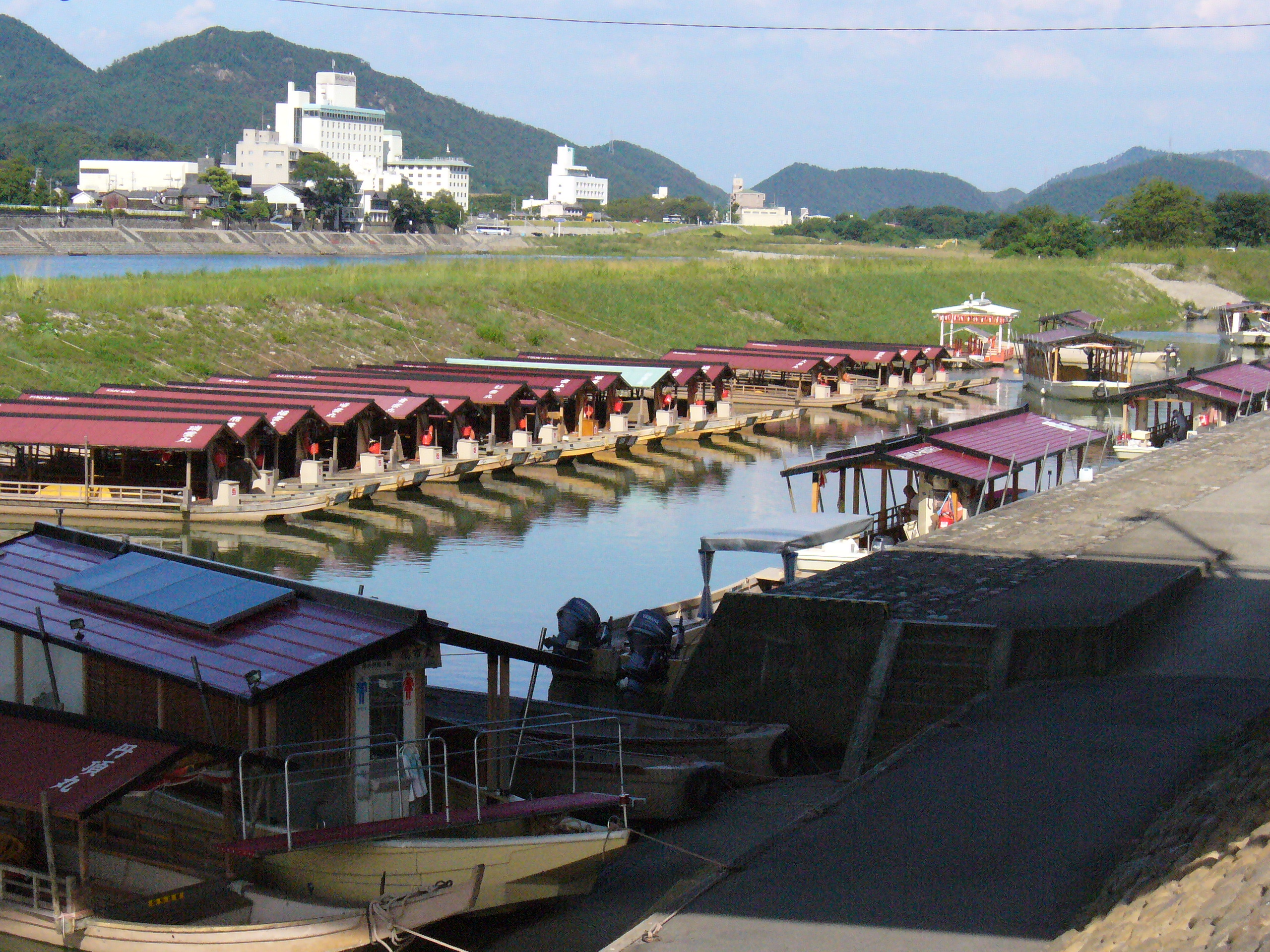
長良橋下の川辺で待機する鵜飼観覧船
（手前には御手洗船の姿も）

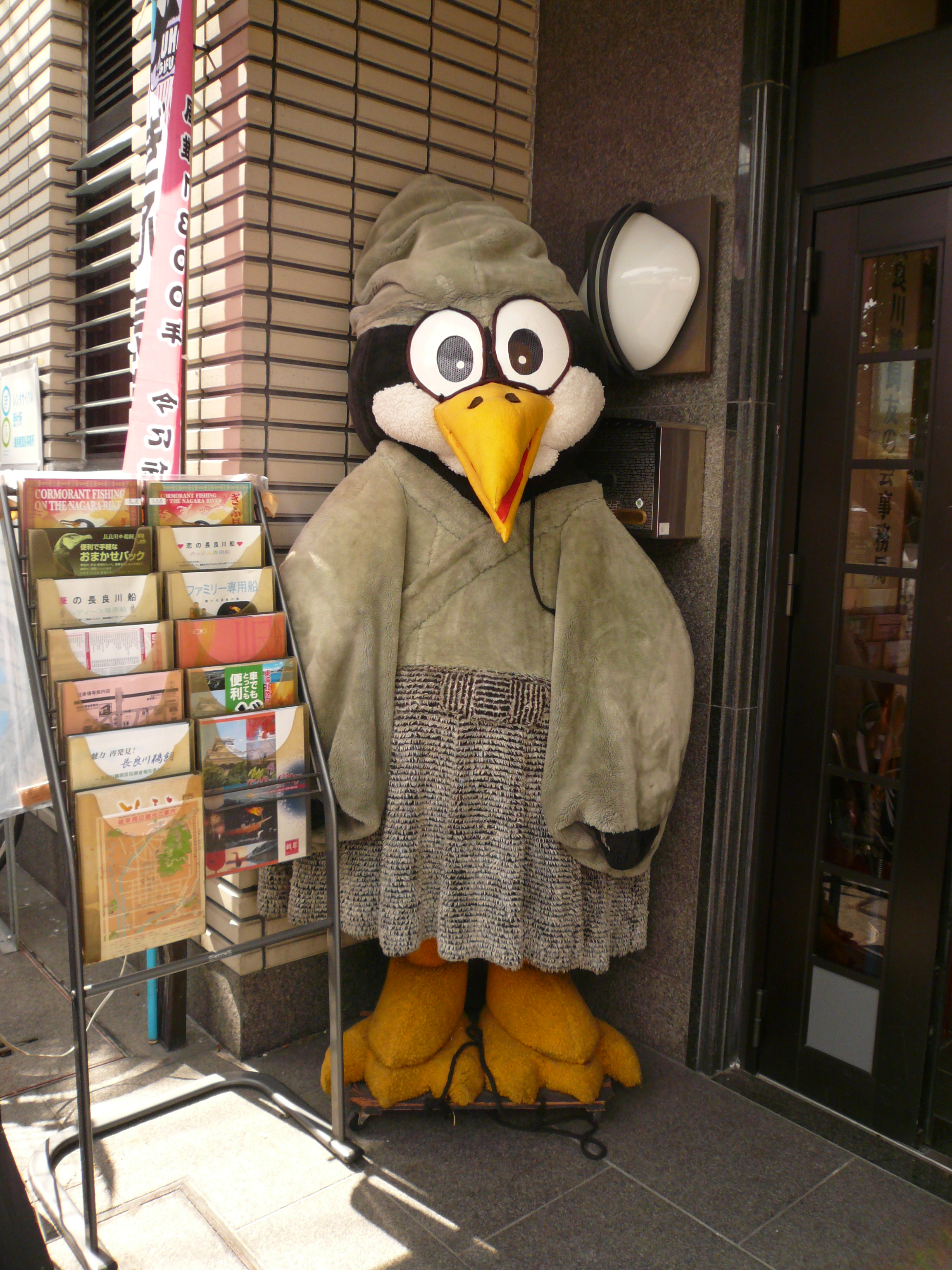
うーたん

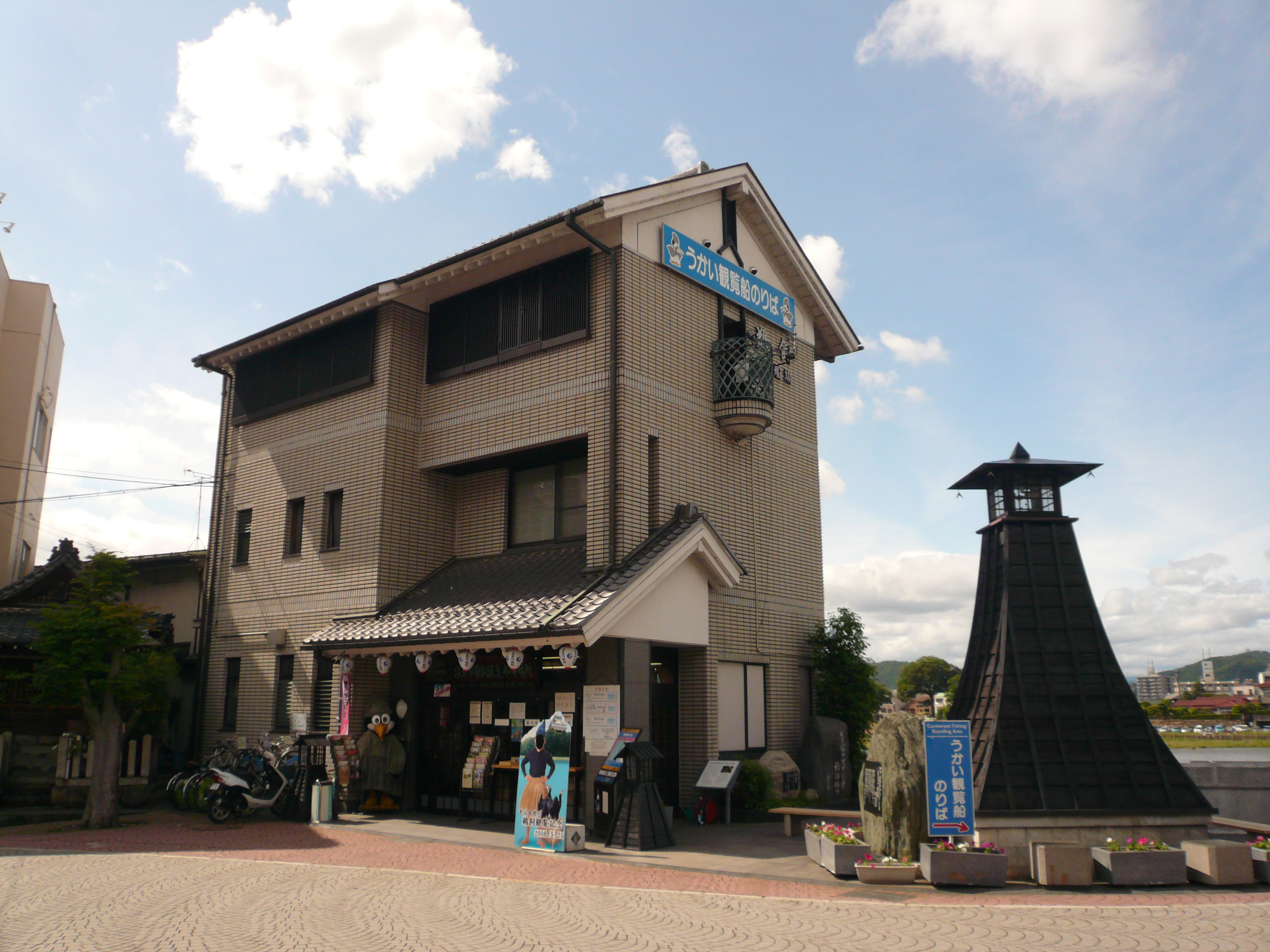
鵜飼観覧船事務所

長良橋の上流付近で行われる観光のための鵜飼。篝火を焚いた鵜舟がゆっくりと現れ、鵜が鮎を捕らえる様子を観覧船から眺める事が出来る。御手洗船や花火や飲み物などを売る売店船もあり、岸に上がることなく鵜飼を楽しむ事ができる。
観覧船の乗客数は1965～93年は年間20万人を超えており、ピークは1973年の約33万7000人だった。近年は10万人台に低迷している。一方で外国人に人気が高まっており、岐阜市は英語ガイドの配属、観覧船乗り場付近での無料Wi-Fi整備などにより外国人誘客を進めている。
乗船前には乗船場にて鵜匠による鵜飼の説明が行われる。通常の鵜飼日は1回制鵜飼で、6隻の鵜舟が観覧舟の前を1往復する。納涼鵜飼日は2回制鵜飼が行われる。 
スケジュール
- 1.受付
- 2.鵜飼説明 - 鵜飼観覧船のりばにて鵜匠による鵜飼の説明。
- 3.乗船
- 4.出船
- 5.停泊 - 川岸に停泊し鵜飼が始まるまで食事等。
- 6.鵜飼 - 鵜飼を開始する合図の花火が上がり鵜飼開始。
- 7.狩り下り - 観覧船と鵜舟が併走し川を下る。
- 8.（総がらみ） - 6隻の鵜舟が横隊になり、浅瀬に鮎を追い込んで巻き狩りする漁法。
- 9.下船

### 鵜飼開き
毎年5月11日は鵜飼開きである。シーズン中の鵜飼の安全と繁栄を祈願する神事である鵜飼安全祈願祭が行われた後、太鼓の演奏に見送られて次々と観覧船が川へと漕ぎ出して行く。市民参加の各種イベントが行われ、踊り子による踊り船の運航や花火の打ち上げなどが行われる。

### マスコット
- 「うーたん」

　岐阜市の長良川鵜飼PRキャラクター。岐阜市が長良川鵜飼を全国にアピールするため募集したデザインの中から選ばれた鵜をデザインした。通常は鵜匠の衣装を着ているが、場合によってPR対象の関連衣装を着る。名称は、鵜の「う」と「ちゃん」の幼児語をもじって「うーたん」となっている。2012年8月1日岐阜市の特別住民登録を受け特別住民票が交付された。

### ふるさと学習
「総合的な学習の時間」の一環として、岐阜市内の小学校5年生が観覧船に乗船し、ふるさとの伝統的行事である鵜飼を学習している。船上では船頭からのクイズなども行われ、岐阜市からは乗船料の半額が補助される。

### 長良川鵜飼大使
鵜飼いの魅力を広めるため岐阜にゆかりのある著名人に委任。1999年に創設。
- 桂三枝（現・六代目桂文枝）
- 高橋尚子
- 日比野克彦
- 喜多郎
- Mr.マリック
- 野中ともよ
- 森祇晶

### 岐阜市鵜飼観覧船事務所
- 所在地：〒500-8009 岐阜市湊町1-2（長良橋南橋詰にある鵜飼観覧船のりばの横）

## 歴史

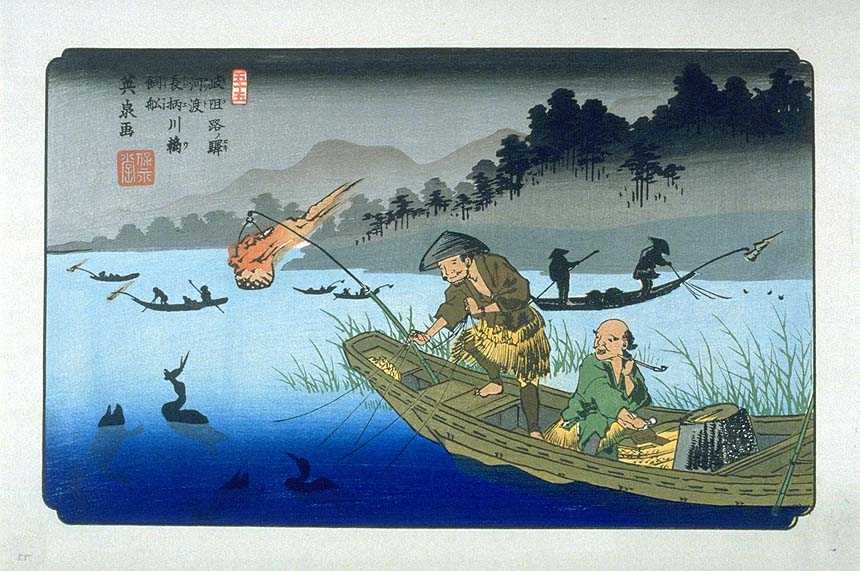
河渡　長柄川鵜飼 （『木曽街道六十九次』） 渓斎英泉作
岐阜県博物館所蔵

長良川鵜飼は1300年ほど前から行われており、その歴史は日本で行われている鵜飼の歴史と重複する。鵜飼は権力者の贅沢のひとつだったため、その時々の権力者に守られ今日に至っている。江戸時代においては徳川幕府および尾張家の保護のもとに行われていた。明治維新後は一時有栖川宮御用となったが、明治23年に宮内省主猟寮属となり、宮内省（現宮内庁）の直轄となった。長良川の鵜匠は職名「宮内庁式部職鵜匠」である。松尾芭蕉が「おもしろうて　やがてかなしき　鵜舟かな」という一句を残している。
- 平安時代中期に作られた辞書『和名抄』に、美濃国方県郡の鵜飼について記述。
- 『集解釈別記』に、鵜飼37戸との記録。
- 『新撰美濃誌』に、方県郡鵜飼の郷9箇村の記録。
- 文明年間、一条兼良が美濃の正保寺に滞在し鵜飼を見物した記録。
- 延喜年間、長良川河畔に鵜飼7戸の記録があり、藤原利仁は、その7戸の鵜飼に鮎を献上させ、天皇の気に入り方県郡七郷の地を鵜飼に要する篝松の料としてたまわり、鵜飼七郷と呼んだ[9]。
- 平治の乱で源頼朝が源義朝と敗走する時はぐれ、長良川河畔をさまよった末に鵜飼の長である白明の家にて宿泊。そこで鮎鮨等にて持て成しを受けた。その後、建久3年右大将として上洛する際に、白明の子を呼び出して恩に報い、また毎年鮎鮨を鎌倉に送るよう命じた[9]。
- 永禄7年、織田信長は長良川の鵜飼を見物し、鵜飼それぞれに鵜匠の名称を授け鷹匠と同様に遇し、1戸に禄米10俵を給与した。
- 元和元年、徳川家康が鵜飼を見物し、石焼きの鮎に感賞した。以来、江戸城に毎年鮎を献上するのが慣例となり[9]、鵜匠21戸に各10両の扶持を給与した。その後、鵜飼は衰退し文化2年には12戸となる。その12戸に毎年120石、532両2分を給与すると再び回復した。
- 明治維新で一時衰退したが、明治天皇の代にはしばしば沙汰があり、大膳職に上納された。
- 1890年（明治23年）から稲葉郡長良村古津その他武儀郡、郡上郡の各村で延長1471間を宮内省の鮎漁の御猟場に編入された[9]。
- 1918年（大正7年）、英国皇太子（ジョージ5世）を迎え天覧鵜飼が行われた。
- 1936年（昭和11年）と1961年（昭和36年）の2度、チャーリー・チャップリンが鵜飼見物のために来岐。鵜匠をアーティストと賞賛し「ワンダフル」を連発したと言われている。
- 1962年（昭和37年）、昭和天皇を迎え、天覧鵜飼が行われた。
- 1997年（平成9年）、天皇・皇后を迎え、天覧鵜飼が行われた。
- 2012年（平成24年）、長良川うかいミュージアム（岐阜市長良川鵜飼伝承館）がオープン。

## ギャラリー

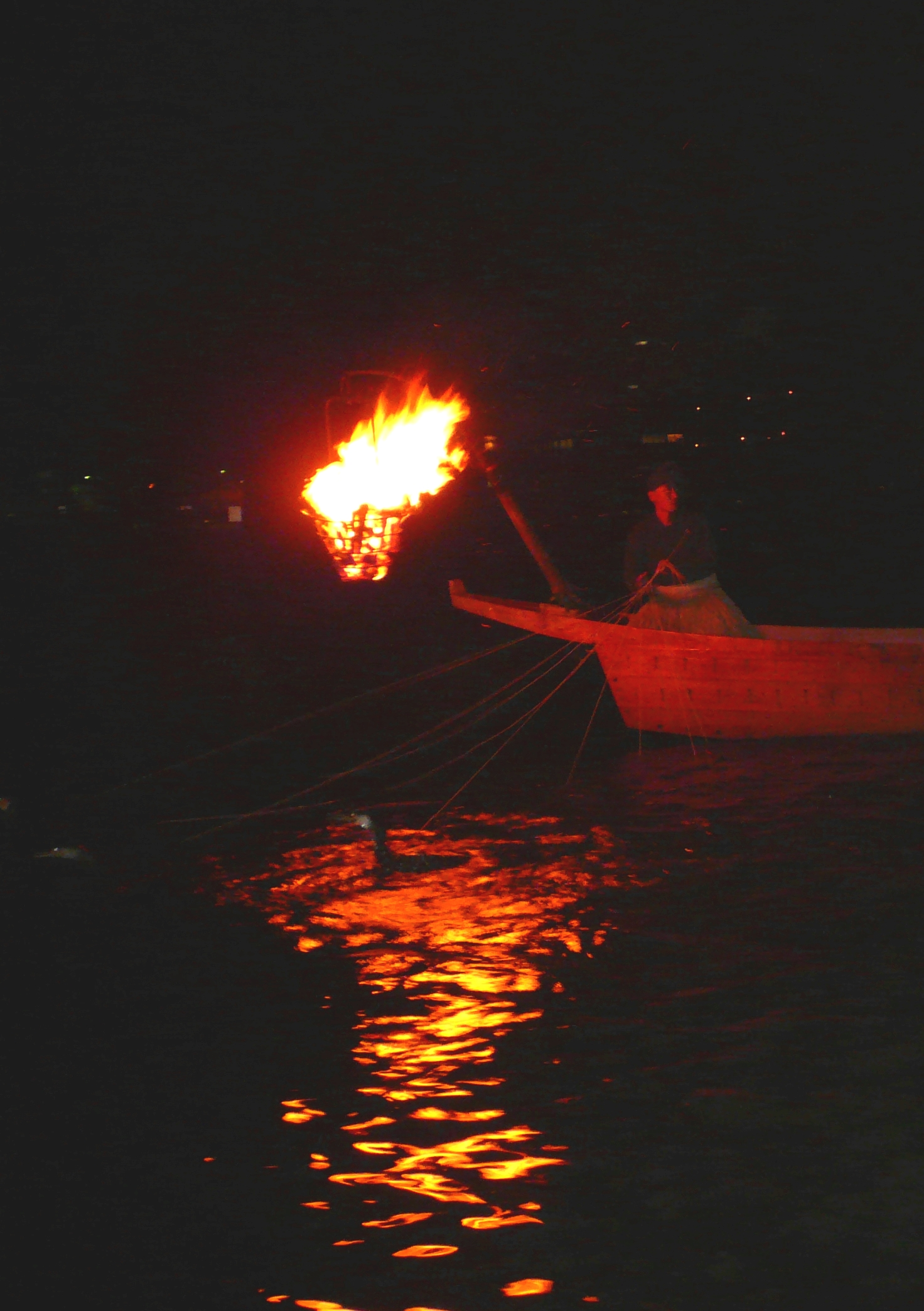
篝火の下で鵜匠に操られる鵜
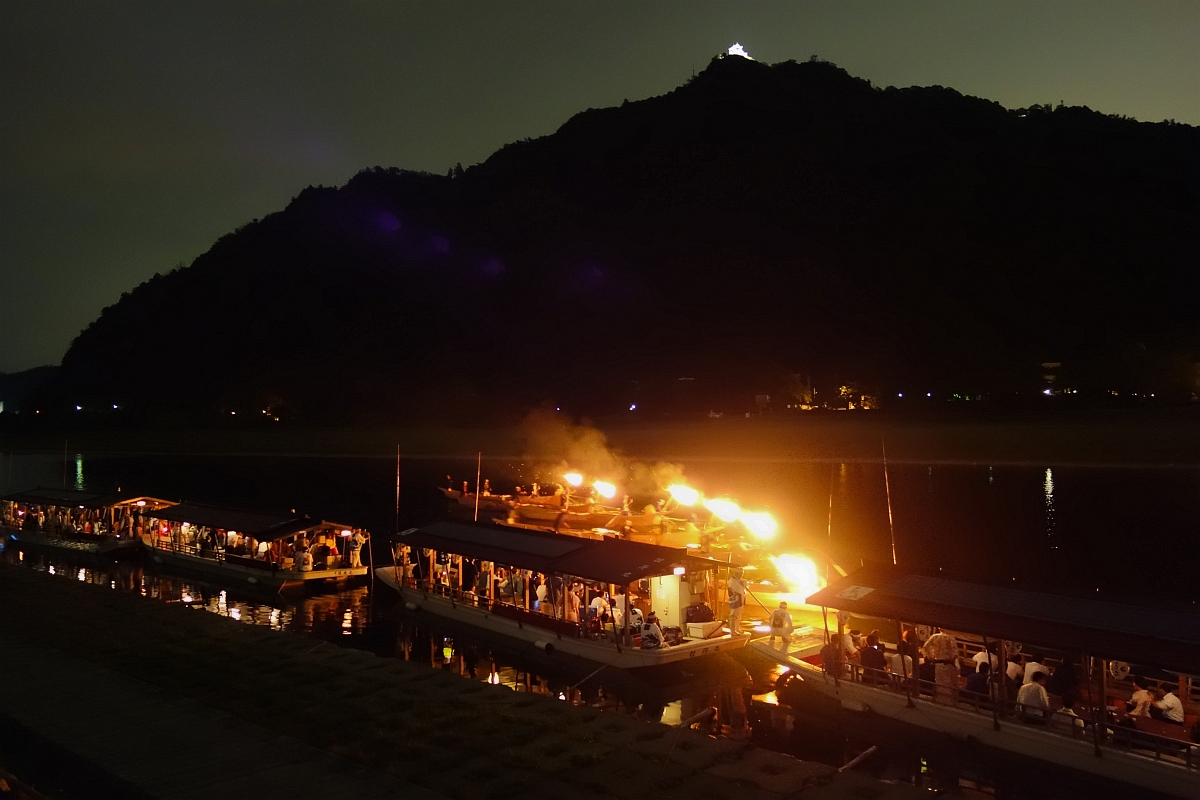
鵜飼と岐阜城（金華山）
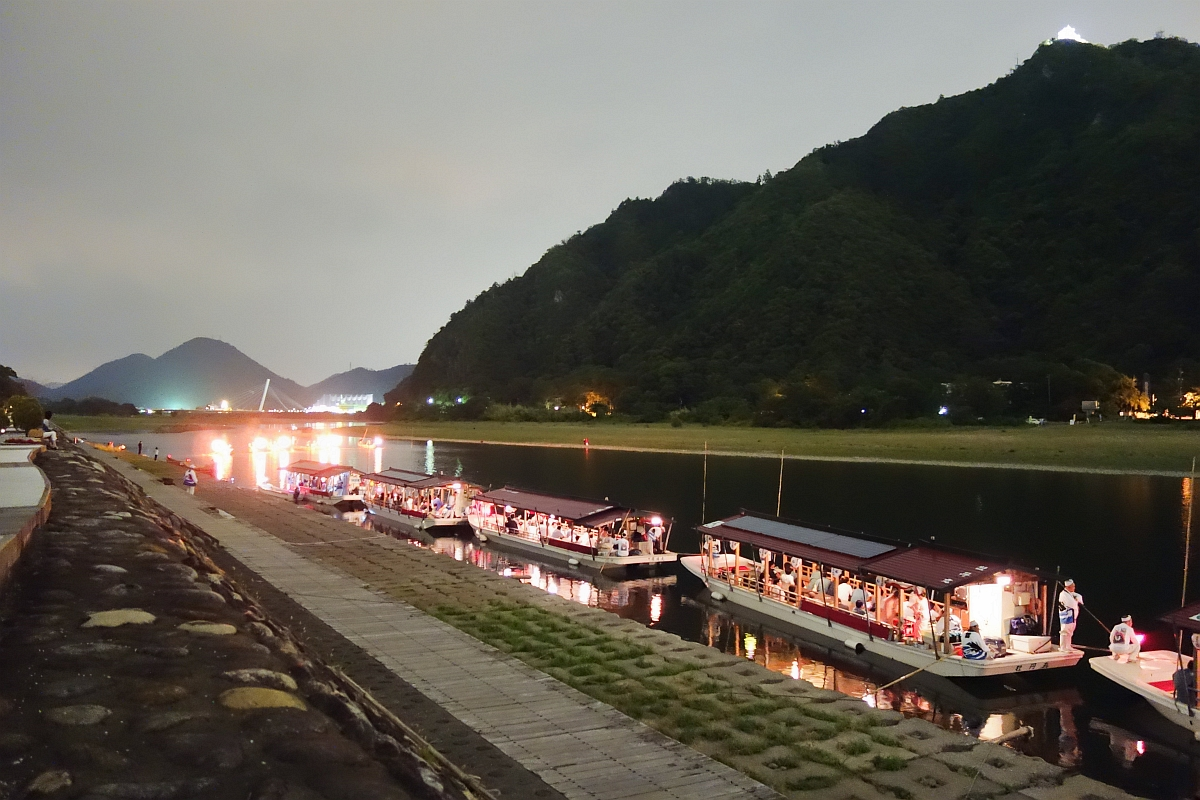
鵜飼と岐阜城（金華山） （全景・長めの露光）
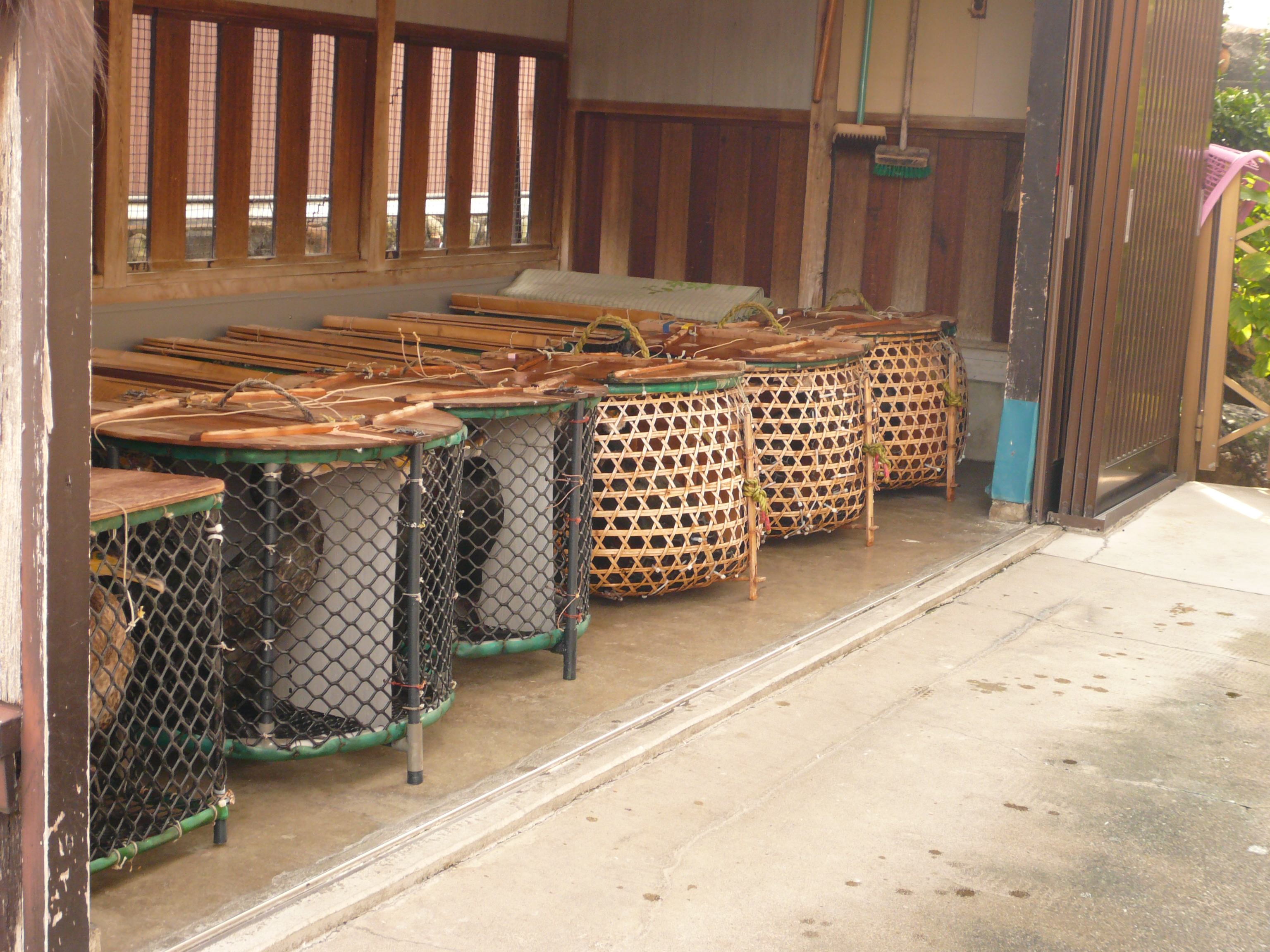
鵜篭に入れられた鵜 鵜匠杉山喜規宅（ヤマジョウ）にて
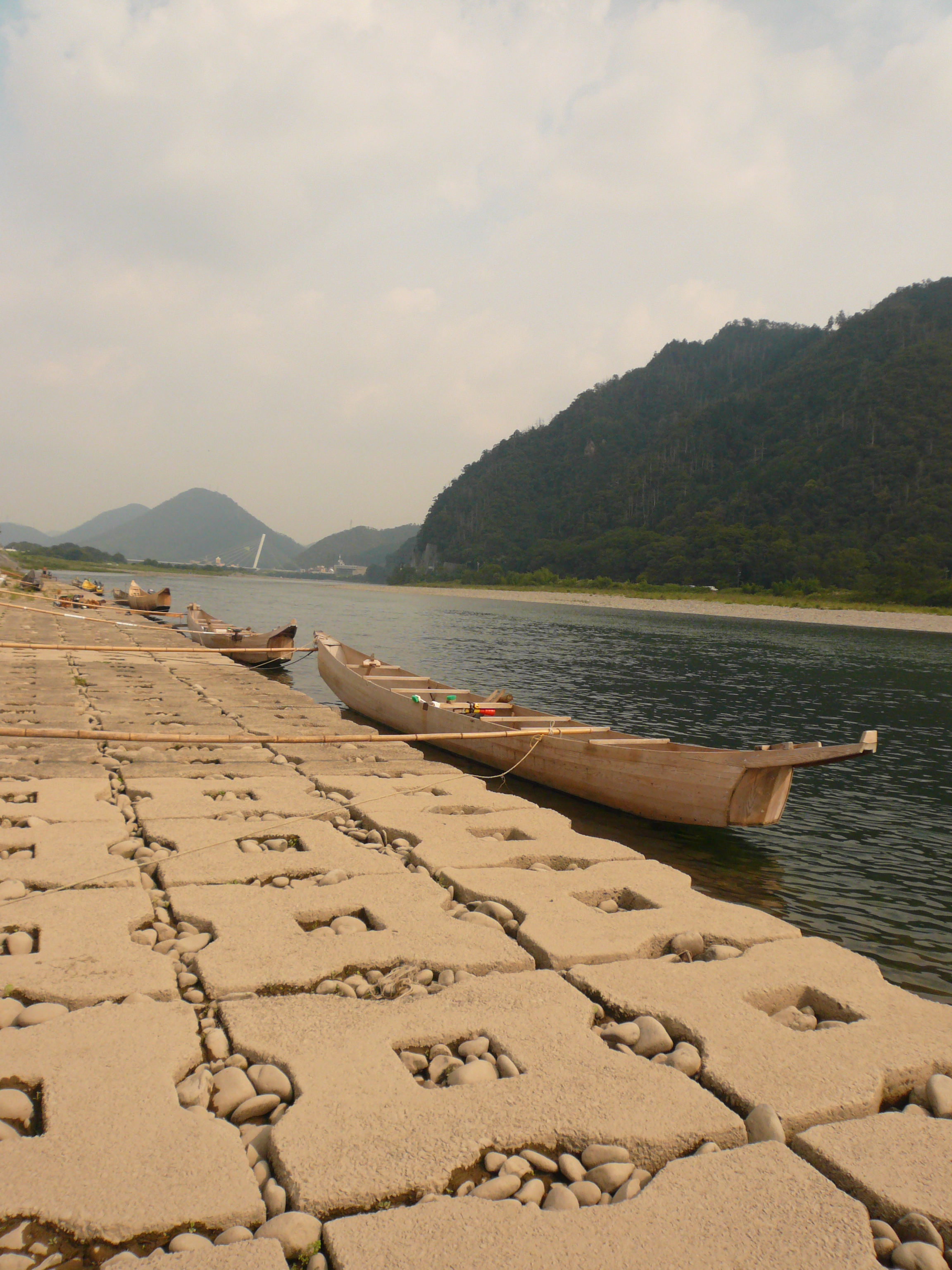
出番前長良川に停留されている鵜舟
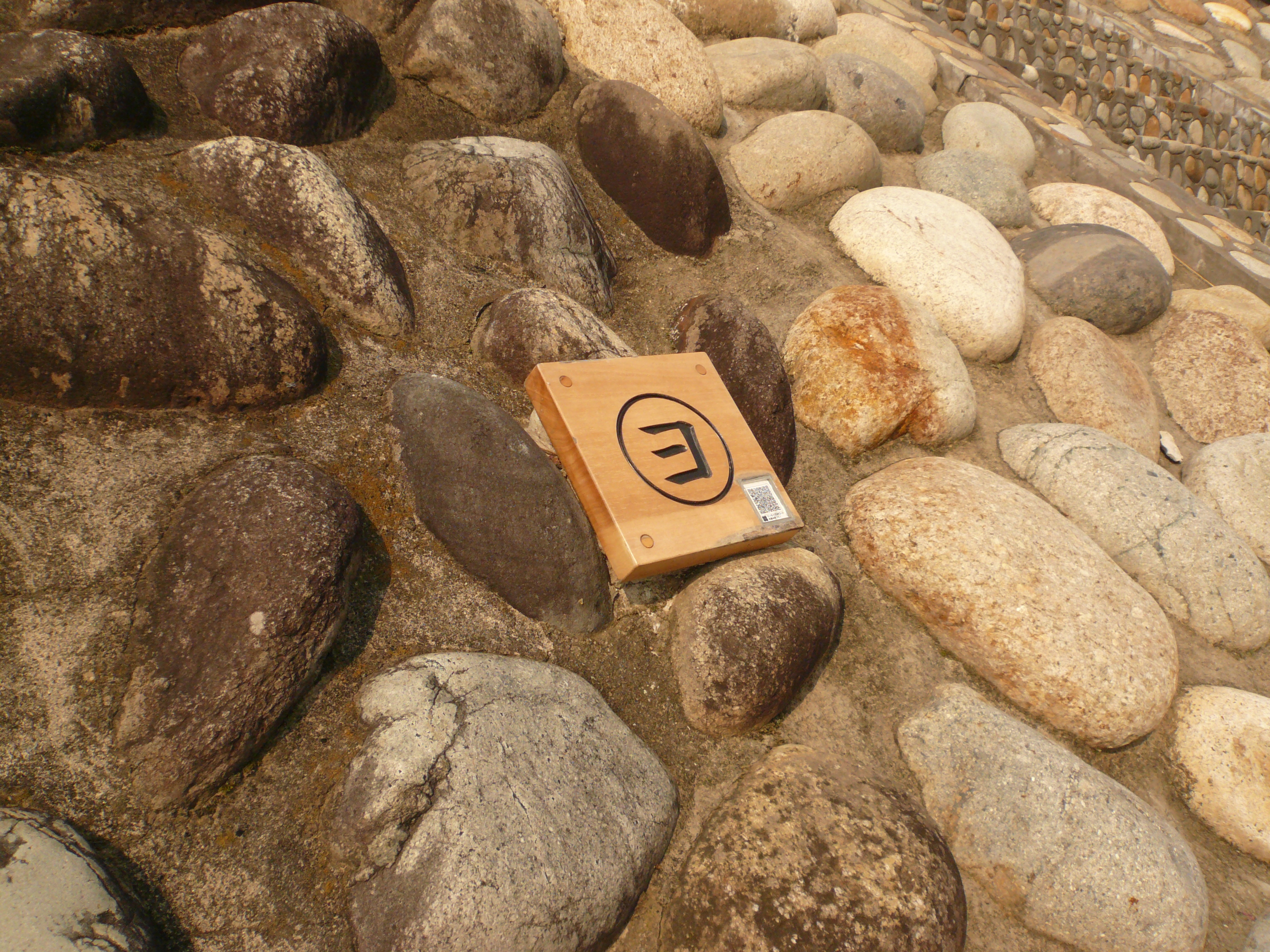
長良川岸壁に取付けられた鵜舟のネームプレート。携帯電話で情報が表示出来るQRコード付。
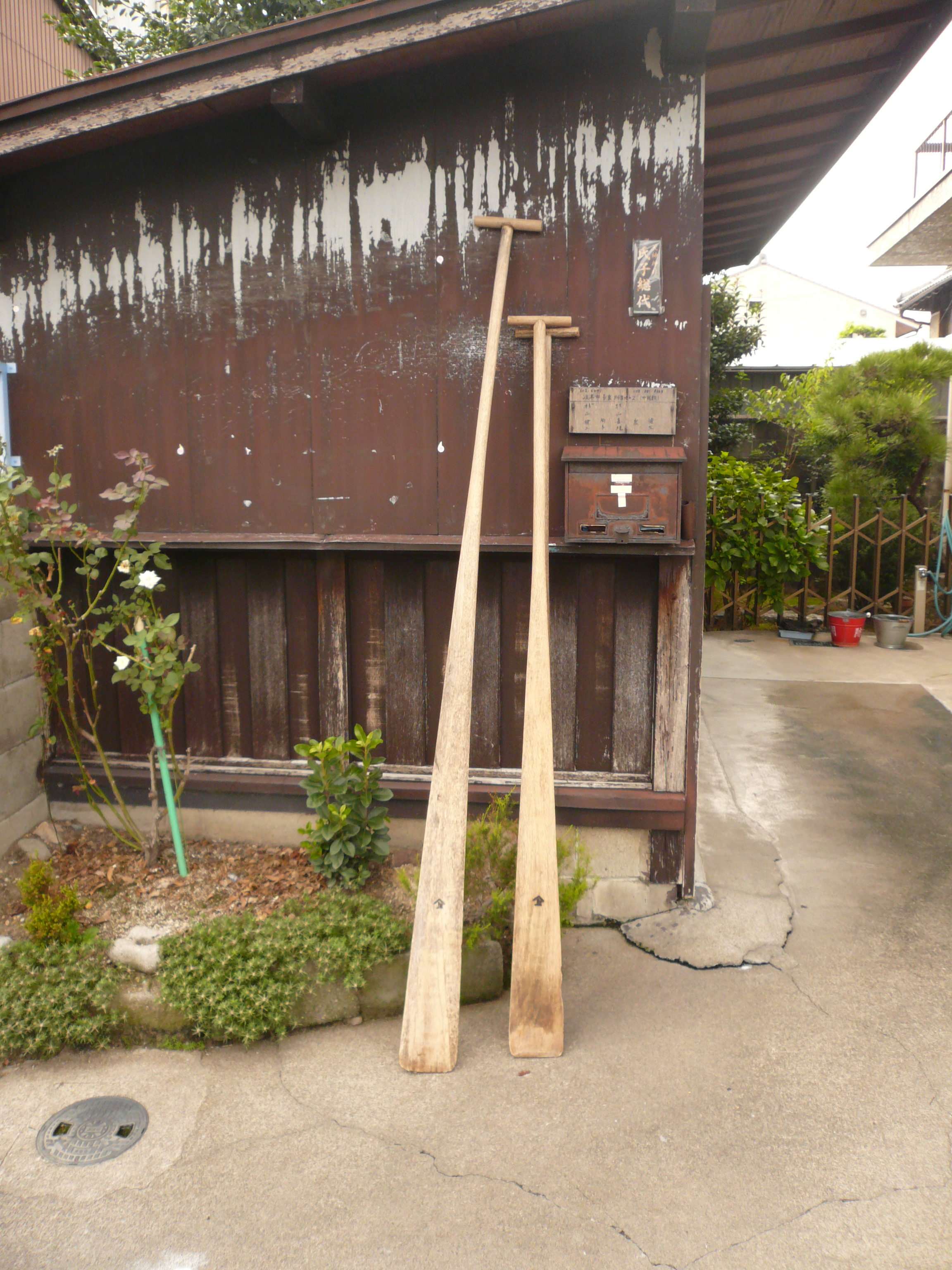
鵜舟で使う舵 鵜匠杉山喜規宅（ヤマジョウ）にて
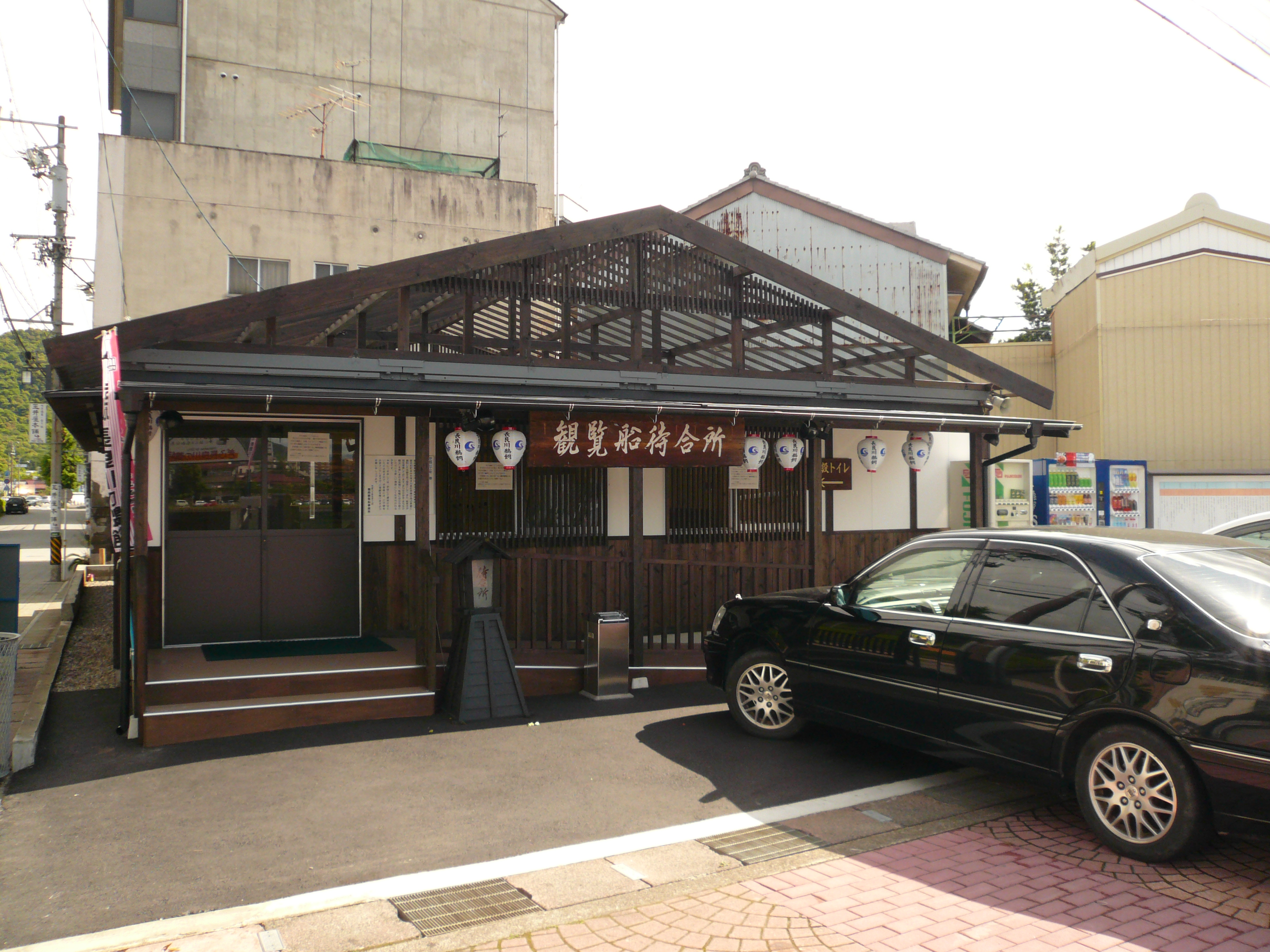
観覧船待合所
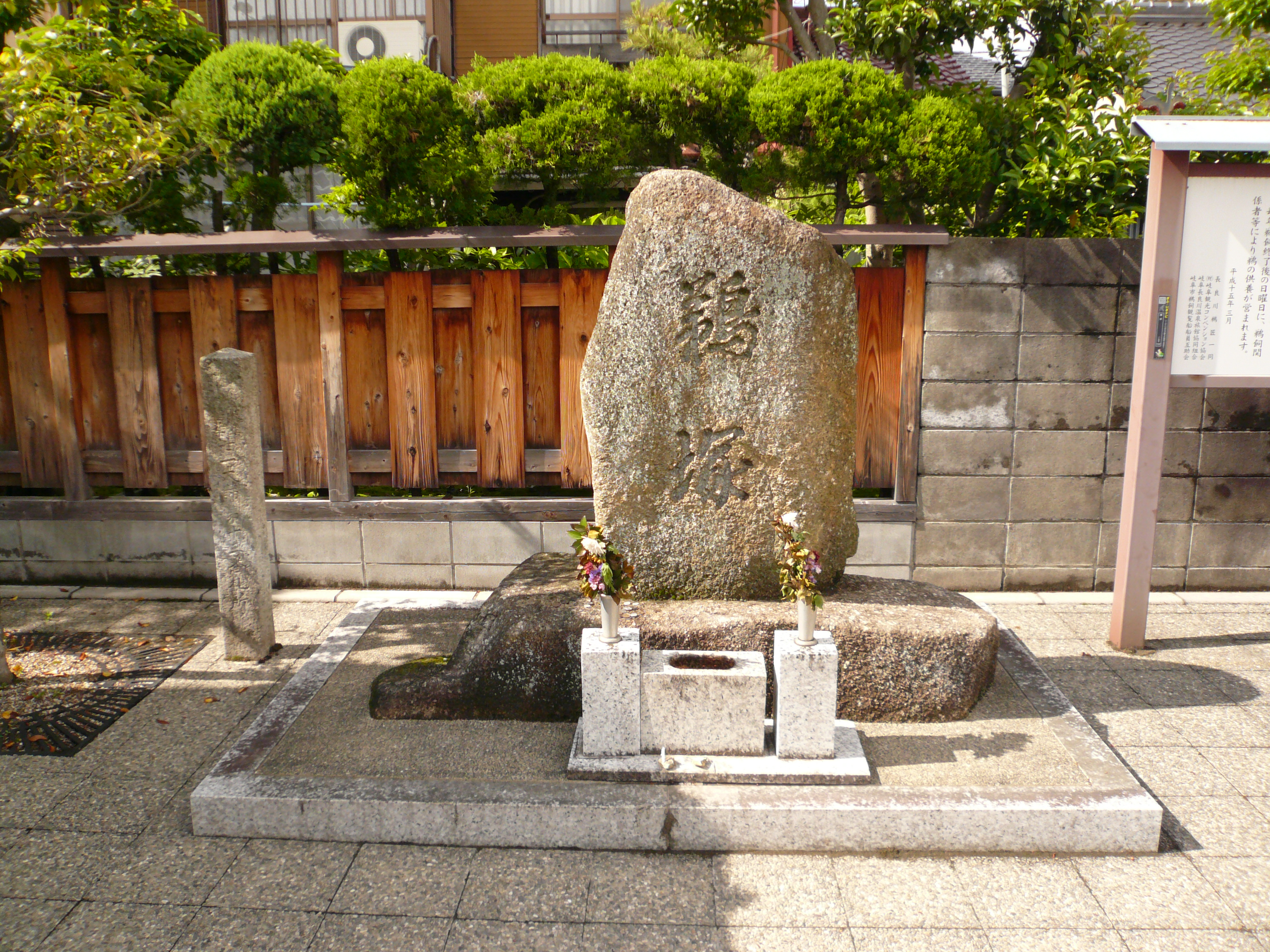
鵜塚
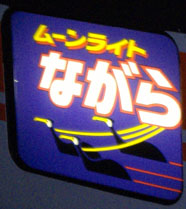
快速ムーンライトながらには、長良川鵜飼を図案化したヘッドマークが用いられていた。